# Gottlieb Schumacher

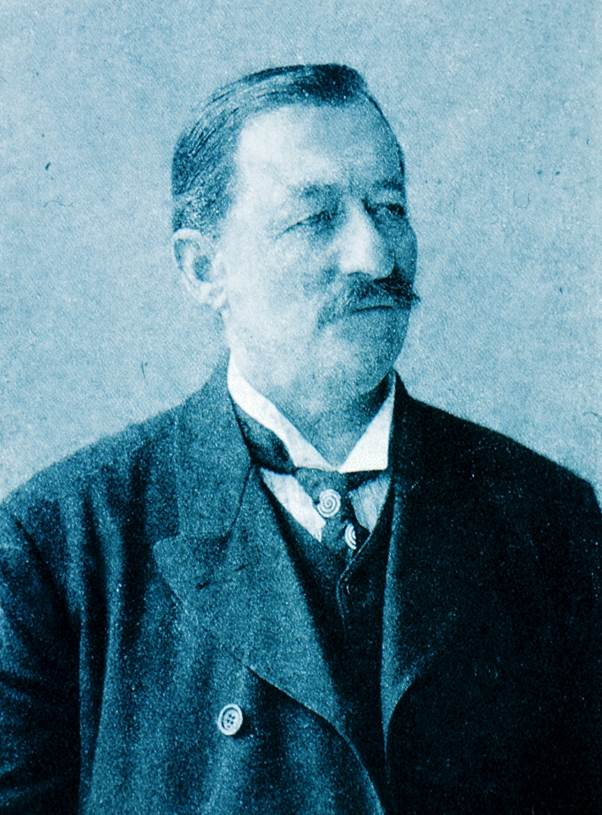
Gottlieb Schumacher

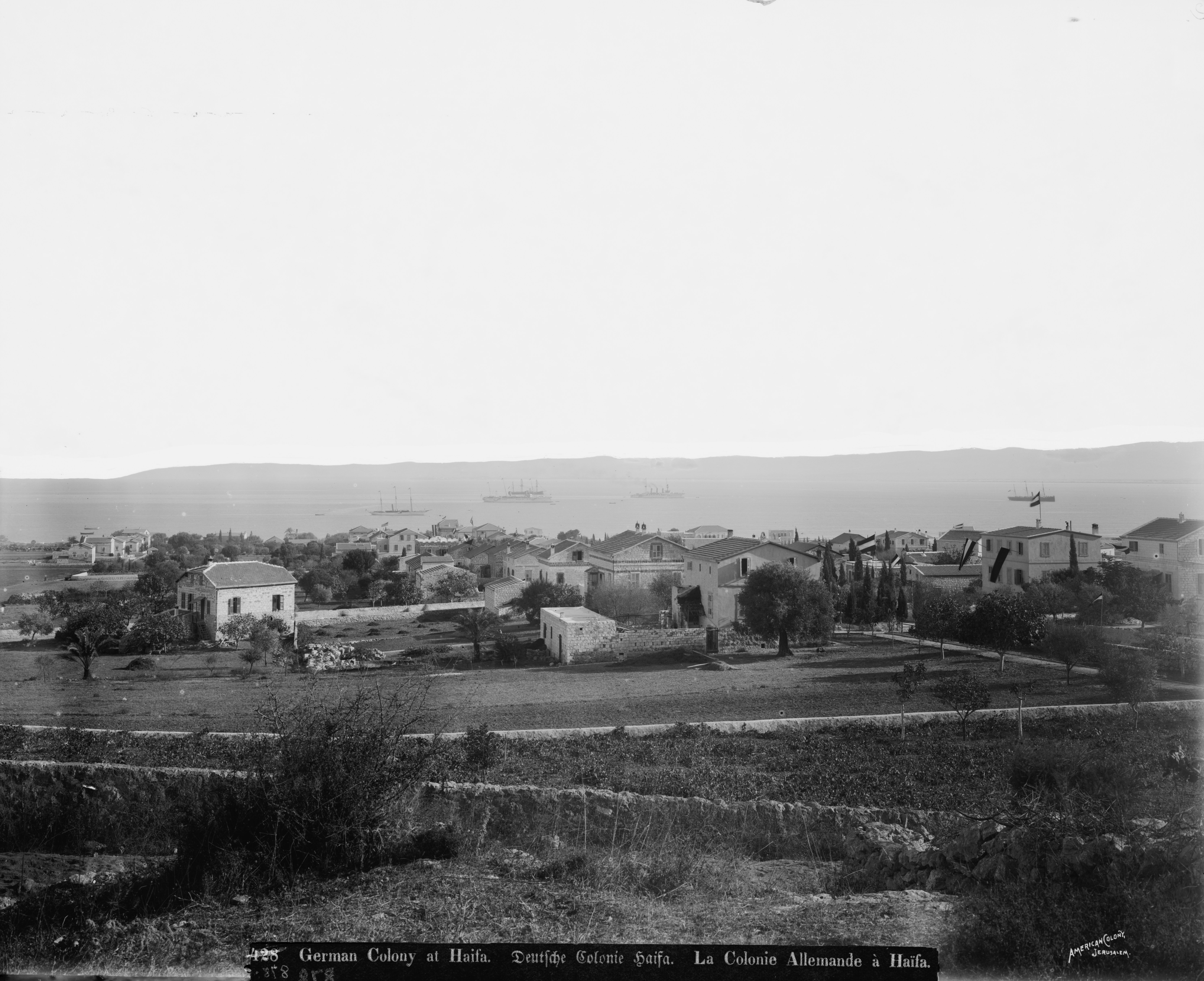
Templerkolonie in Haifa (o. J.)

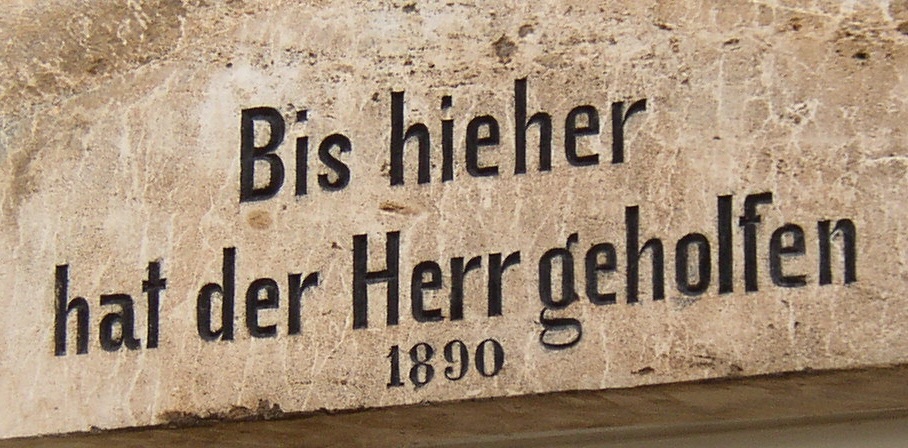
Inschrift (1. Samuel 7, 12) am Templergemeindehaus in Haifa. Schumachers eigenes Haus in Haifa ist genau gegenüber in der Ben-Gurion-Str. 12. (Foto 2003).

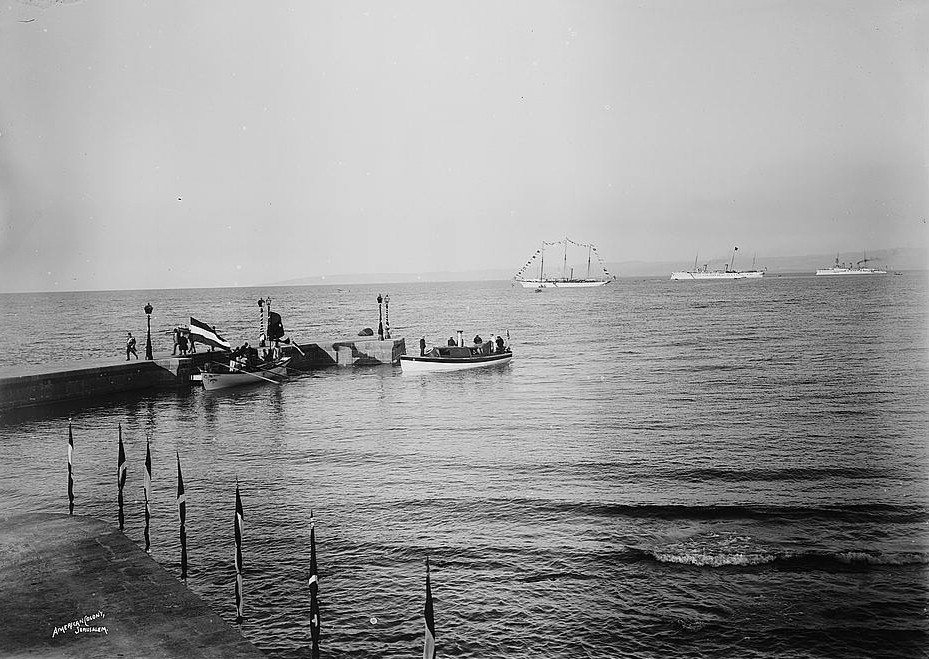
Wilhelm II. in Haifa am 25. Oktober 1898 auf Schumachers Mole

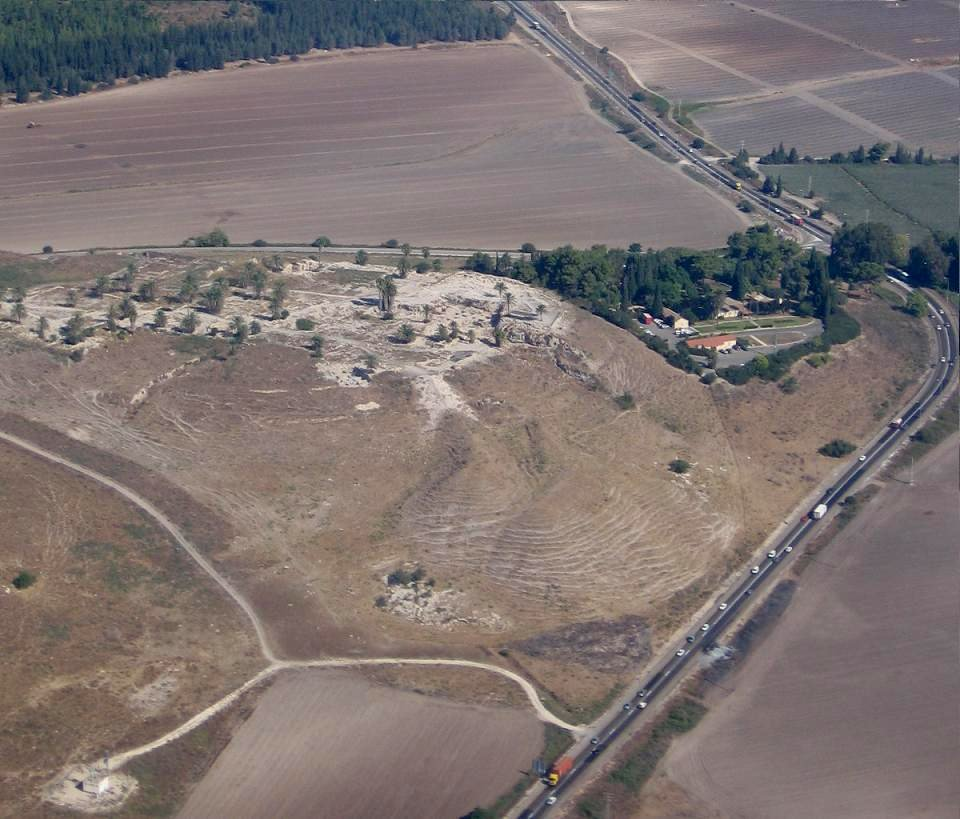
Tel Megiddo. Schumacher war 1903 der erste Ausgräber.

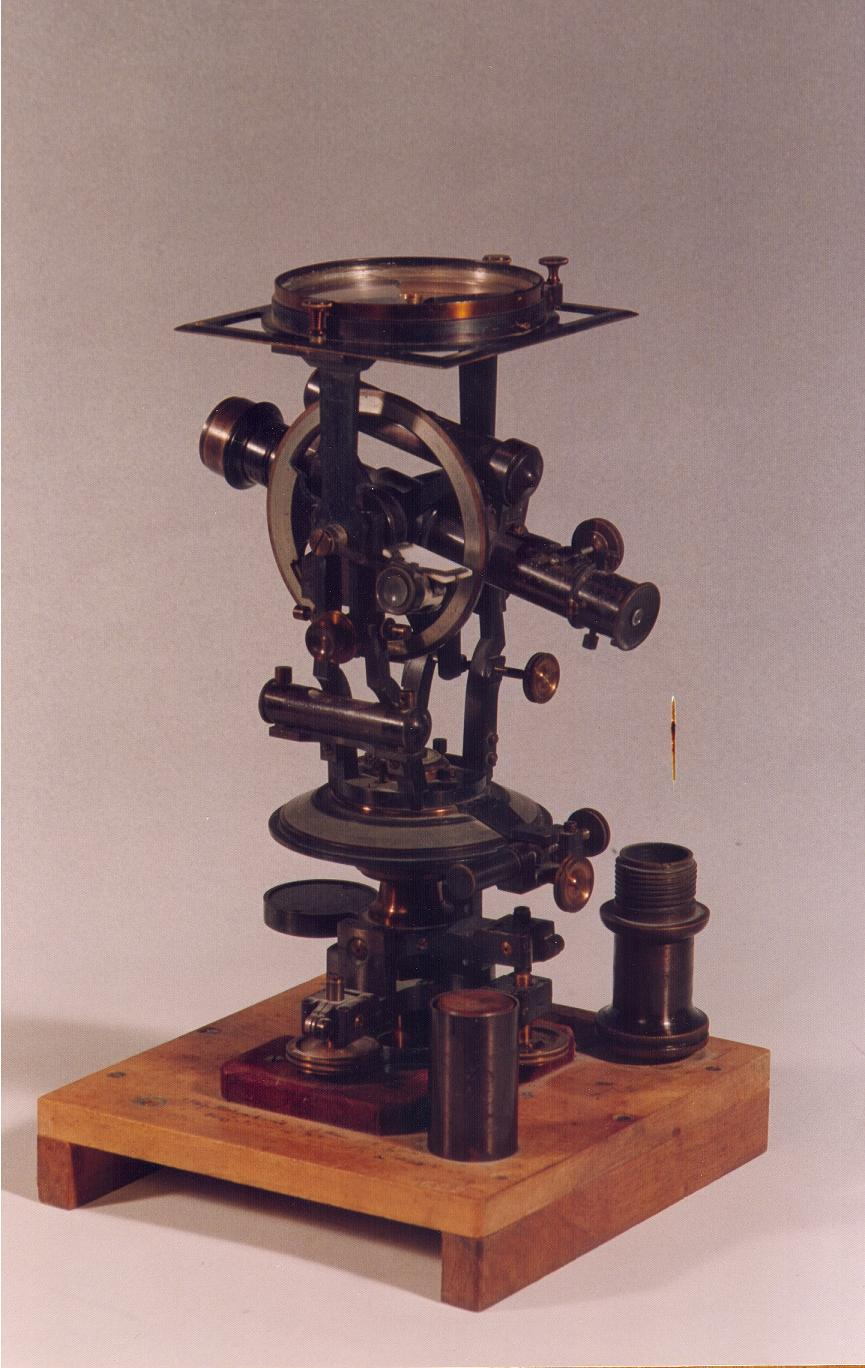
Schumachers Theodolit in der Sammlung des DEI

Gottlieb Samuel Schumacher (geboren 21. November 1857 in Zanesville (Ohio); gestorben 26. November 1925 in Haifa) war ein deutsch-amerikanischer Bauingenieur, Architekt und Amateurarchäologe in Haifa.

## Leben
Gottlieb Schumachers Eltern waren 1848 aus Tübingen in die USA ausgewandert. Sein Vater Jacob Schumacher bekannte sich zu den Templern, die Ende der 1860er Jahre in Haifa eine Kolonie gründeten. Jacob Schumacher übersiedelte 1869 in diese Kolonie, wo er als Baumeister der gewählte Vorsitzende der Kolonie wurde, und von 1872 bis zu seinem Tod im Jahr 1891 auch US-amerikanischer Vizekonsul war, der aus der Ferne von Carl Schurz unterstützt wurde.
Gottlieb Schumacher wurde zum Studium des Bauwesens an der Technischen Hochschule Stuttgart nach Deutschland geschickt. Er beherrschte Latein, Altgriechisch, Deutsch, Englisch, Französisch, Arabisch und Türkisch. Er kehrte 1881 als Bauingenieur nach Palästina zurück. Dort erhielt er Bauaufträge für verschiedene Häuser, Hostels, die von Edmond de Rothschild gestiftete Weinkellerei in Rischon LeZion und eine Brücke über den Kischon. Mit der Verlängerung der Mole von Haifa um eine Landungsbrücke war er erstmals 1886 befasst. Er wurde 1885 in der ottomanischen Verwaltung der Distriktsingenieur für den Straßenbau in Akkon. Im Zuge dessen besichtigte er Ende 1884 das Gefängnis Akkon, um ein Gutachten zum Bauzustand und seine Verbesserungsvorschläge zu entwickeln, wobei er die Zustände unerträglich fand.
Für die Prospektion der Zweigstrecke der Hedschasbahn von Dar'a nach Haifa nahm er die ersten genauen Landkarten der Region auf. Dabei beschrieb er nicht nur die Besiedlung, sondern auch die archäologischen Vorkommen und veröffentlichte die Ergebnisse in der Zeitschrift des Deutschen Palästina-Vereins und beim Palestine Exploration Fund. Schumacher war Mitglied in beiden Organisationen. Von Schumacher stammte die erste Mitteilung über den Tall Zira'a, seine Lage und die Reste einer Befestigung auf dem Plateau. Auf einer Tabgha-Karte von 1889 empfahl er, dort Ausgrabungen vorzunehmen.
Wie sein Vater war auch Gottlieb Schumacher US-amerikanischer Konsul geworden und zudem zum Königlich Württembergischen Baurat ernannt worden. 1899 begleitete Schumacher den Sohn Christoph Hoffmanns und Hugo Wieland zu Audienzen beim Deutschen Kaiser und beim König von Württemberg nach Stuttgart, um Fragen der Staatsangehörigkeit, die Einrichtung einer deutschen höheren Schule und die juristische Anerkennung der Templer-Gemeinde im Deutschen Reich voranzubringen. Für die Palästinareise Kaiser Wilhelms II. im Jahr 1898 wurde der Landungssteg in Haifa unter Schumachers Leitung ausgebaut. Wilhelm II. erhielt im Jahr 1903 einen Teil der Mschatta-Fassade vom osmanischen Sultan Abdülhamid II. als Geschenk, Schumacher sorgte für die Bergung und den Abtransport. Nachdem er 1902 Ernst Sellin bei den Ausgrabungen von „Tell Ta`annek“ unterstützt hatte, leitete er von 1903 bis 1905 seine eigenen Ausgrabungen am Tell Megiddo.
In einem Memorandum machte sich Schumacher 1913 zum Sprecher der deutschen Kolonisten, als Palästina unter französische Gebietsansprüche geriet. Mit Ende des Ersten Weltkriegs mussten die deutschen Angehörigen der Kolonie mit dem Rückzug der osmanischen und deutschen Truppen nach Deutschland zurückwandern. Schumacher blieb bis 1924 in Deutschland, weil er erst da die Genehmigung erhielt, in das nun britische Mandatsgebiet Palästina einzureisen und in sein Haus in der Präsidenten-Avenue 136 am Karmel zurückzukehren.

## Gottlieb-Schumacher-Institut
Der Sitz des „Gottlieb-Schumacher-Instituts zur Erforschung des christlichen Beitrags zum Wiederaufbau Palästinas im 19. Jahrhundert“ der Universität Haifa befindet sich im „Keller-Haus“, benannt nach dem Templer Friedrich Keller, in der Kellerstraße 2 in Haifa. Das Institut wurde 1987 von Alex Carmel gegründet.

## Schriften
- Palestine Exploration Fund. Abiba (, Pella and northern Ajlun) of the Decapolis. London 1889.
- Tell el-mutesellim. 1. Fundbericht erstattet von Gottlieb Schumacher. Hrsg. vom geschäftsführenden Ausschuss unter der verantwortl. Red. von Carl Steuernagel. Leipzig 1908. (Der zweite Band wurde von Carl Watzinger rekonstruiert und 1929 herausgegeben.)
- Namenliste des nördlichen Ostjordanlandes. Nach Angaben von G. Schumacher. In: Carl Steuernagel: Der ’Adschlun. Leipzig 1927.
- Karte des Ostjordanlandes. Hrsg. vom Deutschen Verein zur Erforschung Palästinas. Geographische Anstalt von Wagner & Debes, Leipzig, o. J.